# قفز ثلاثي في الألعاب الأولمبية الصيفية 2012 - رجال
أقيم نهائي القفز الثلاثي رجال في الألعاب الأولمبية الصيفية 2012 يوم 8 أغسطس بالملعب الأولمبي بلندن
الحد الأدنى المؤهل للأولمبيات هو 17.20 م بالنسبة للحد (أ)، و 16.85 م بالنسبة للحد (ب)

## الرقم القياسي
الرقم القياسي العالمي و الأولمبي للفعالية قبل الألعاب الأولمبية :
| الرقم القياسي العالمي  | 18.29 م | حوناتان إدواردس المملكة المتحدة | 7 أغسطس 1995  | غوتنبرغ |
| الرقم القياسي الأولمبي | 18.09 م | كيني هاريسون الولايات المتحدة   | 27 يوليو 1997 | أتلانتا |

## المتوجون بالميدالية
| الذهبية                          | الفضية                    | البرونزية               |
| كريستيان تايلور الولايات المتحدة | ويل كلاي الولايات المتحدة | فابريزيو دوناتو إيطاليا |

## وصلات خارجية
- الفعالية على موقع الألعاب الأولمبية 2012